# Mesochorus carintiacus
Mesochorus carintiacus är en stekelart som beskrevs av Schwenke 2004. Mesochorus carintiacus ingår i släktet Mesochorus och familjen brokparasitsteklar. Inga underarter finns listade i Catalogue of Life.